# Metsä-Vastimo
Metsä-Vastimo eller Metsä Vastimojärvi är en sjö i Finland. Den ligger i kommunen Nurmes i landskapet Norra Karelen, i den centrala delen av landet, 400 km nordost om huvudstaden Helsingfors. Metsä-Vastimo ligger 103 meter över havet. I omgivningarna runt Metsä-Vastimo växer i huvudsak blandskog. Arean är 14 hektar och strandlinjen är 2,76 kilometer lång. Sjön  ingår i Vuoksens huvudavrinningsområde. 